# Герб лену Ельвсборг
Герб лену Ельвсборг (швед. Älvsborg läns vapen) — символ колишнього адміністративно-територіального утворення лену Ельвсборг.

## Історія
Герб цього лену затверджено 1942 року.
Лен Ельвсборг скасований 31 грудня 1997 року після об'єднання з ленами Скараборг та Гетеборг і Богус у теперішній лен Вестра Йоталанд.

## Опис (блазон)
Щит розтятий і перетятий; у 1-у та 4-у скошених зліва на чорне та золоте полях лев в обернених кольорах із червоним озброєнням, у чорному полі вгорі ліворуч і внизу праворуч — по срібній шестипроменевій зірці; у 2-у та 3-у срібних — червоний бик із золотими рогами, язиком і копитами.

## Зміст
У гербі лену Ельвсборг поєднано символи ландскапів Дальсланд і Вестерйотланд.
Герб лену використовувався органами влади увінчаний королівською короною.

## Галерея

Герб Дальсланду
Герб Вестерйотланду